# Vindeln (comune)
Vindeln è un comune svedese di 5 528 abitanti, situato nella contea di Västerbotten. Il suo capoluogo è la cittadina omonima.

## Località
Nel territorio comunale sono comprese le seguenti aree urbane (tätort):
- Åmsele
- Granö
- Hällnäs
- Tvärålund
- Vindeln